# Daphne pseudomezereum
Daphne pseudomezereum är en tibastväxtart som beskrevs av Asa Gray. Daphne pseudomezereum ingår i släktet tibaster, och familjen tibastväxter. Utöver nominatformen finns också underarten D. p. koreana.

## Bildgalleri

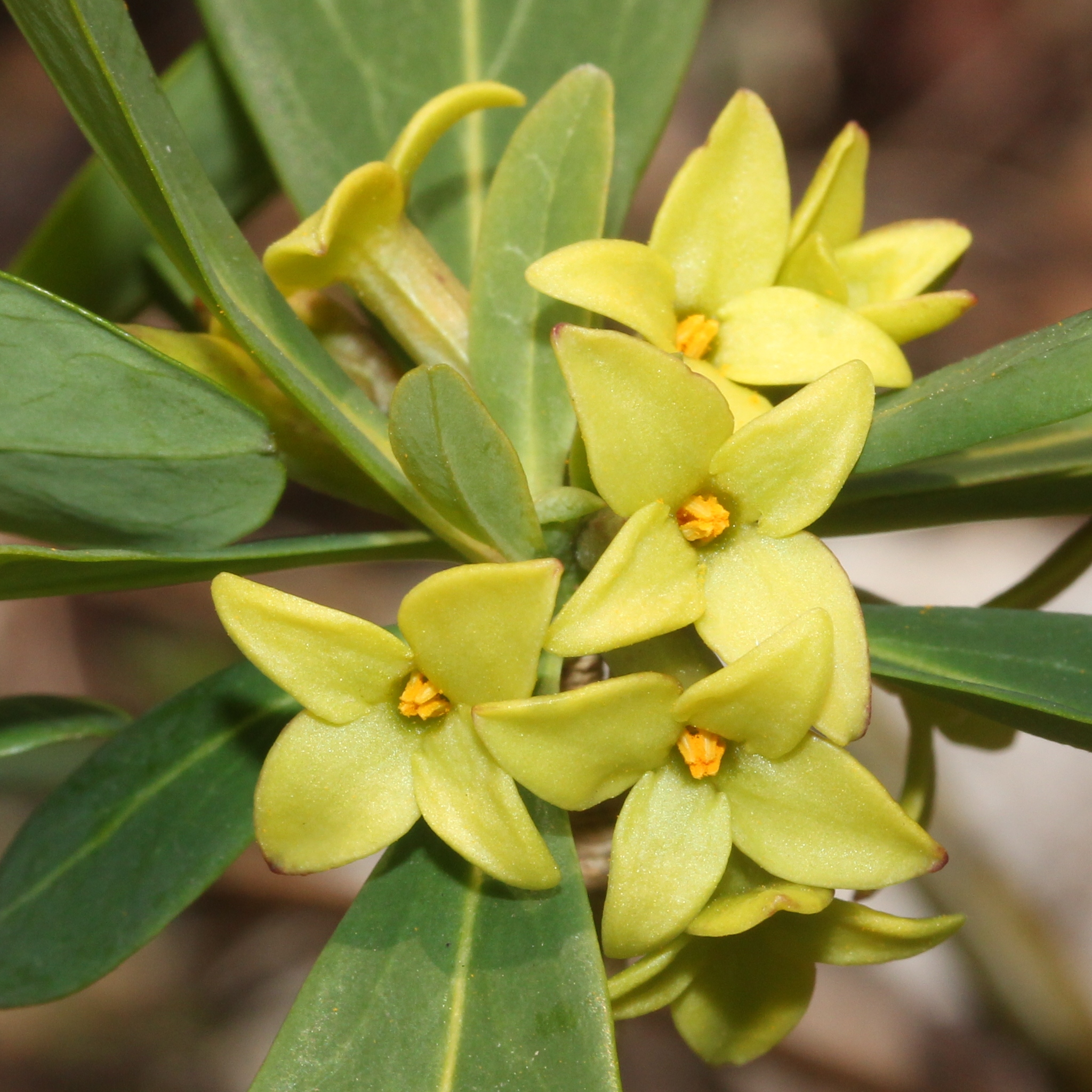
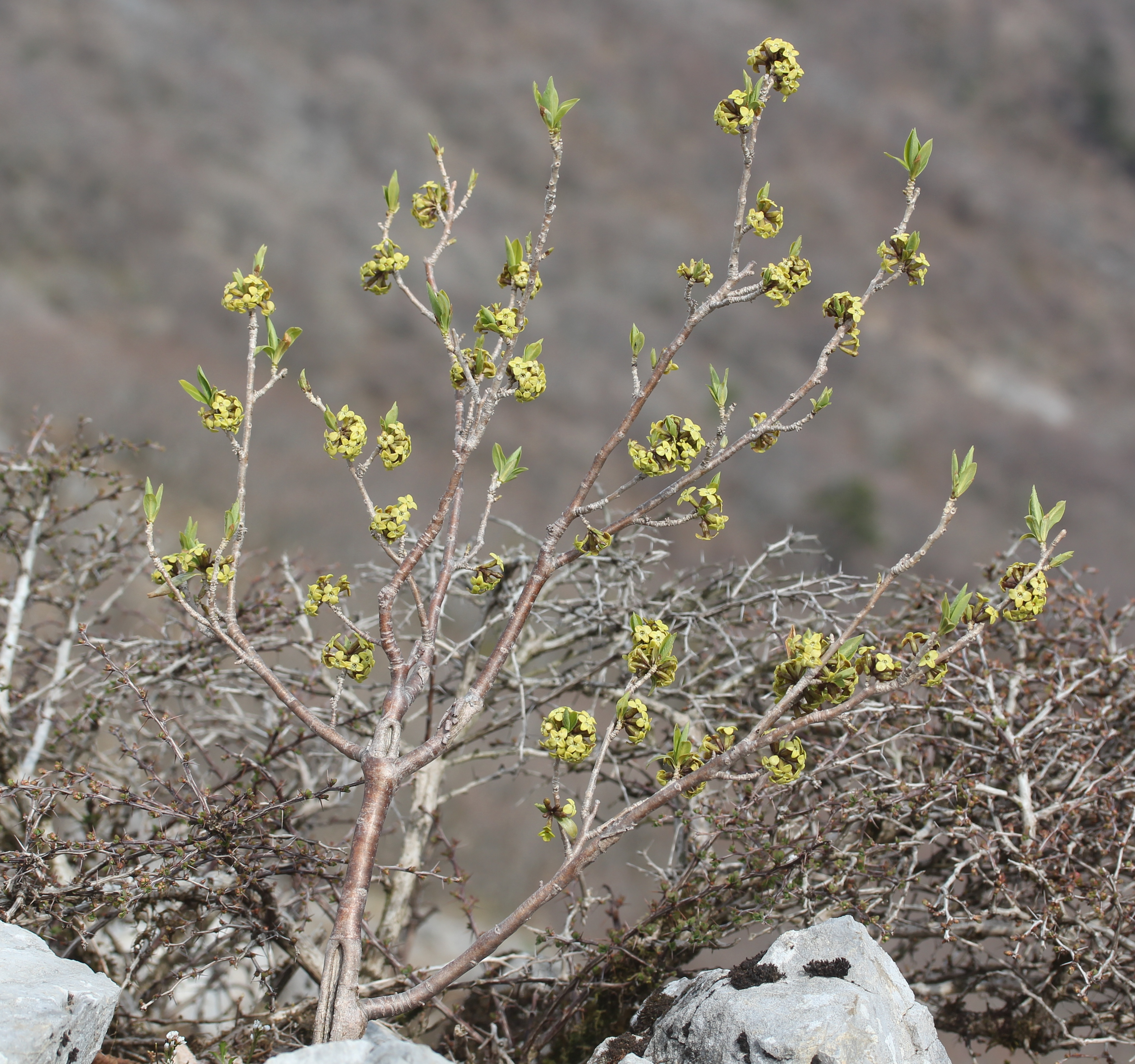
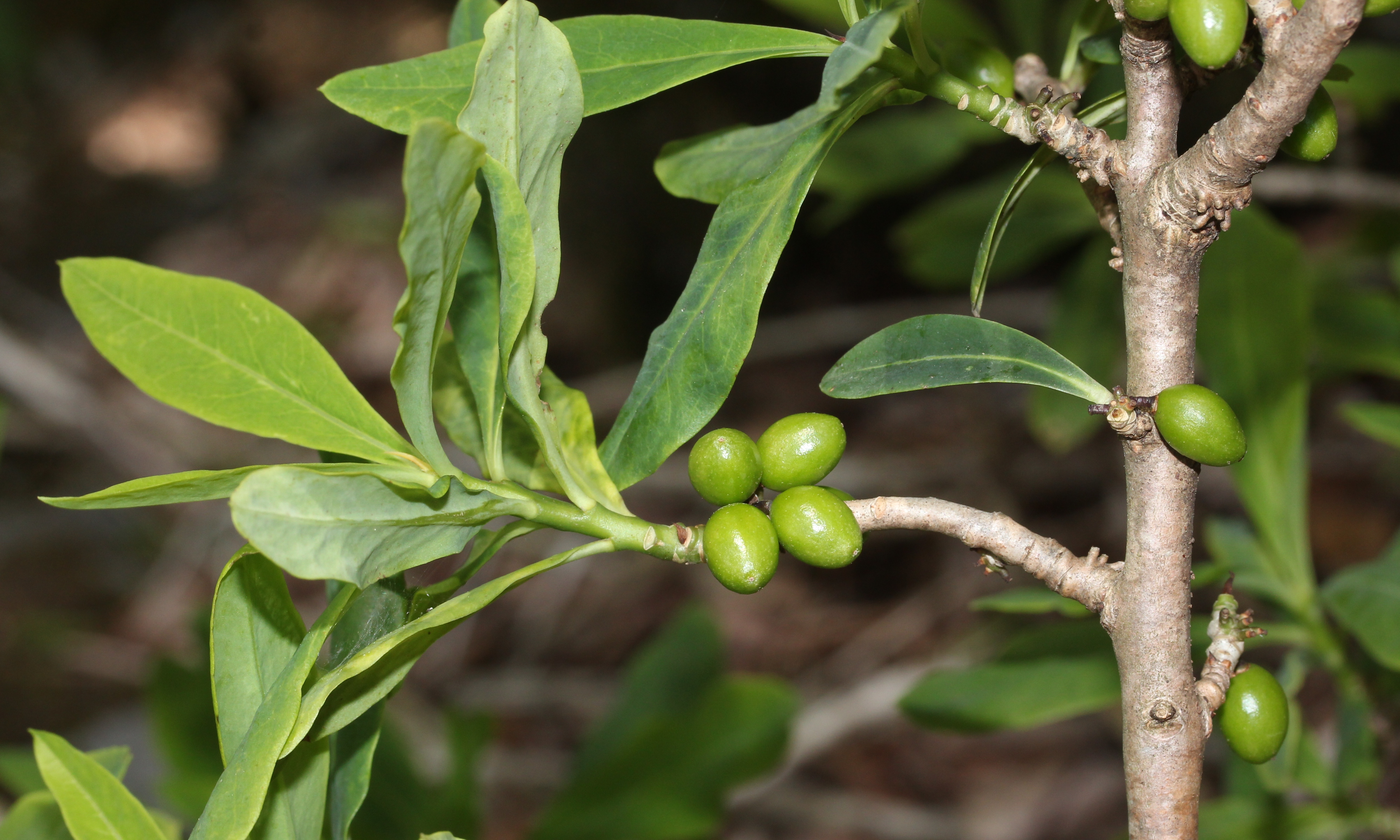